# エレメンタル (ゲーム)
『Element4l』（エレメンタル）は、i-illusions.が開発、ユニティ・ゲームズ・ジャパンが発売したパズルアクションアドベンチャーゲーム。ダウンロード専用。

## 概要
Unity Awards 2013 Best 2D Visual Experienceファイナリスト選出作である本作にストーリーはなく、ソウルパートと呼ばれる光の玉を求めてひたすら進んでいく。
主人公は4種類のエレメントに空気、水、炎、岩、の4種類のエレメント（元素）に変化する能力を持つ。
空気は気流に乗って上昇できる一方、地面や岩にぶつかると死亡する。水は氷になって坂道を滑り降りるほか、溶岩の壁に触れると水になる。火は勢いよく飛び出す能力を持ち、溶岩の壁に触れると反対側へ飛ぶ。状態の変化にはエナジーが必要、回復には時間経過を要する。

## 評価
ファミ通クロスレビューでは8、8、8、6の30点でシルバー殿堂入り。レビュアーは「高い独自性」「4種類の元素に変化しながら進んでいくのが楽しい、アイデアが秀逸」としたほかビジュアルと音楽を賞賛した一方「トライ&エラーを繰り返すバランスがシビア」「ボリューム、ギミックの種類不足」「難易度に対して奮い立たせてくれる動機付けが若干弱い」「元素の切り替えボタンの配置と切り替え後の挙動が感覚的に結びつきにくい点はダメな人はとことんダメかも」とした。同じくファミ通のBRZRKもクロスレビューと同様の評価をしており、思い出した時に何となく遊ぶのにふさわしいと評した。
MetacriticではPC版が77/100、Vita版が62/100のスコアでグラフィックを賞賛した一方、難易度の高さを指摘した。